# Provincia Kırklareli
Provincia Kırklareli este o provincie a Turciei cu o suprafață de 6,550 km², localizată în partea de nord-vest a țării, pe coasta de vest a Mării Negre. Se învecinează cu Bulgaria la nord, de-a lungul unei granițe de 180 km.

## Districte
Kirklareli      este divizată în 8 districte (capitala districtului este subliniată):    
- Babaeski
- Demirköy
- Kırklareli
- Kofçaz
- Lüleburgaz
- Pehlivanköy
- Pınarhisar
- Vize